# Christa Rohde-Dachser

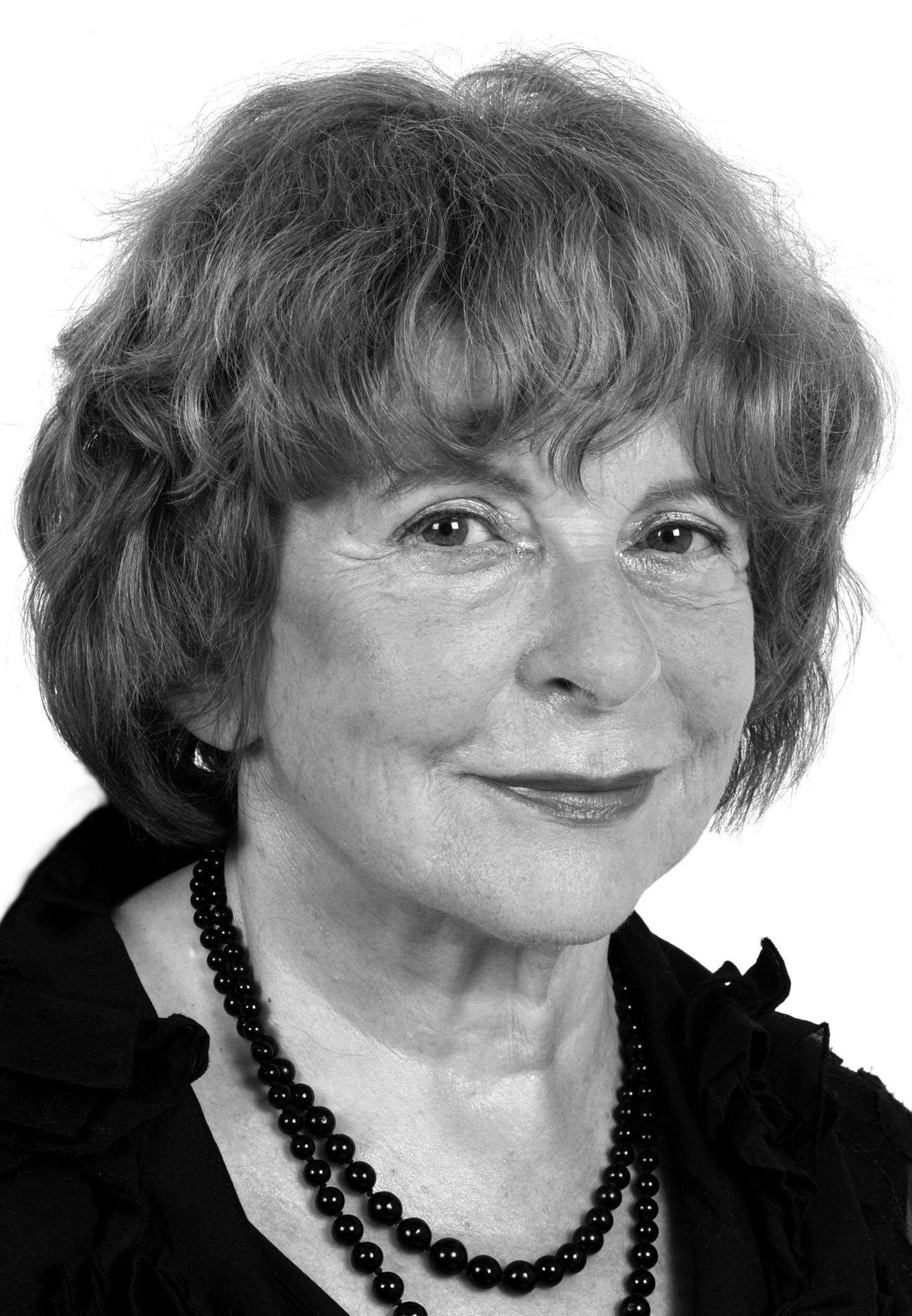
Christa Rohde-Dachser (2010)

Christa Rohde-Dachser (geboren 25. März 1937 in Kempten (Allgäu) als Christa Dachser) ist eine deutsche Soziologin und Psychoanalytikerin. Sie ist emeritierte Universitätsprofessorin für Psychotherapie und Psychoanalyse. Rohde-Dachser ist Gründerin des psychoanalytischen Institutes der Deutschen Psychoanalytischen Gesellschaft (DPG) in Frankfurt und gründete gemeinsam mit Jürgen Körner die Internationale Psychoanalytische Universität (IPU) in Berlin. Sie war Mitglied der wissenschaftlichen Beiräte dreier Fachzeitschriften, Mitherausgeberin der Zeitschrift Psyche und wurde unter anderem bekannt durch ihre Veröffentlichungen zur Borderline-Persönlichkeitsstörung und zur Psychoanalyse der Weiblichkeit.

## Beruflicher Werdegang
Christa Rohde-Dachser ist „vermutlich […] eine der wenigen Psychoanalytikerinnen, die auch schon mal hinter dem Steuer eines schweren Lastwagens gesessen und diesen gefahren hat.“ So begrüßte Jochen Kölsch im März 2016 seine Gesprächspartnerin zu einem Interview, in dem sie Auskunft über ihren Lebensweg, ihre persönliche Entwicklung und ihre Arbeit in universitären und anderen Zusammenhängen gab.
Rohde-Dachser ist als Tochter des Unternehmers Thomas Dachser im Allgäu aufgewachsen. Ihr Vater hatte 1930 die Spedition Dachser gegründet – ein inzwischen großer Logistikdienstleister, der noch immer und 2016 mit ihrem Neffen Bernhard Simon in dritter Generation in Familienbesitz ist. Sie studierte zunächst Betriebswirtschaftslehre (BWL) und im Nebenfach Soziologie. 1959 schloss sie ihr BWL-Studium ab und arbeitete zwei Jahre lang im väterlichen Betrieb. Als Leiterin der Finanzplanung und bereits mit Prokura versehen, führte sie gegen den Widerstand des Vaters die damals noch nicht installierte Kostenrechnung ein.
„Das war zu viel“, schrieb Bernd Mertens 2008. „Nach heftigen Auseinandersetzungen mit dem Papa entschied sie sich für eine akademische Laufbahn“. So gab Rohde-Dachser ihre Tätigkeit in der Spedition wieder auf, blieb dem Unternehmen aber in verschiedenen Positionen stets verbunden und hatte, „auch wenn sie selbst nie Chefin war, dennoch enormen Einfluss“. Auch war sie beispielsweise bis 2014 stellvertretende Vorsitzende des Verwaltungsrates.
Nach ihrem Fortgang, mit dem sie auch der Enge ihrer katholisch geprägten Umgebung entkommen wollte, studierte sie Soziologie und Philosophie in München, Freiburg und Paris. In München lernte sie Johann Jürgen Rohde – einen Medizinsoziologen – kennen, mit dem sie die Ehe einging und drei Kinder bekam. Er starb 2001. Auf Empfehlung von Emerich Francis promovierte sie 1967 im Fach Soziologie an der Universität München über die Sexualerziehung Jugendlicher. Danach ging sie mit ihrem Mann nach Hannover und widmete sich dort zunächst ausschließlich ihren Kindern.
Über ihre Beteiligung an der Lehrerfortbildung kehrte sie in die Berufsarbeit zurück. Schon in ihrem ersten Studium war Rohde-Dachser der Lehre Sigmund Freuds begegnet und von ihr begeistert. In Hannover begann sie 1971 eine psychoanalytische Weiterbildung, die bis 1976 auch anderen Berufsgruppen als Psychologen und Ärzten offenstand. Die dafür notwendigen Erfahrungen mit Patienten sammelte sie zunächst in einer Drogenberatungsstelle und später als Praktikantin an der Medizinischen Hochschule Hannover. Dort erhielt sie eine Stelle in der psychiatrischen Poliklinik, an der sie in der Folge 15 Jahre lang arbeitete und sich 1981 für die Fächer Psychotherapie und Psychoanalyse habilitierte. Nachdem sie 1976 ihr Examen am psychoanalytischen Institut in Hannover abgelegt hatte, wurde sie Dozentin und beteiligte sich an der Ausbildung des psychoanalytischen Nachwuchses. Zugleich übernahm sie die Leitung der psychotherapeutischen Weiterbildung für Ärzte und Psychologen an der Medizinischen Hochschule. 1981 wurde sie zur Lehranalytikerin der DPG ernannt. 1982 schloss sie ihre Weiterbildung zur Psychodramatherapeutin am Moreno-Institut in Überlingen ab.
Trotz einer damals noch mehr als heute männerdominierten Universitätslandschaft erhielt Rohde-Dachser 1987 einen Ruf an die Frankfurter Universität auf den vakanten Lehrstuhl von Alexander Mitscherlich. Dabei kam ihr zugute, dass sie bereits die Venia Legendi für genau jene beiden Fächer hatte, die dieser Lehrstuhl vertreten sollte. 16 Jahre lang hatte sie diesen Lehrstuhl inne, bis sie 2003 emeritiert wurde.

„Ich habe in all diesen Jahren in Frankfurt nebenher immer noch versucht, den Rückgang der Psychoanalyse aufzuhalten, der auf psychologischer Ebene aber quasi unaufhaltbar war und weit über Frankfurt hinaus seinen Gang nahm.“

Aus Anlass ihrer Emeritierung organisierte Rohde-Dachser an der Frankfurter Universität ein Symposion, das sie dem Thema Psychoanalyse und Kreativität widmete. Kreativität sei „aus der Sicht der Psychoanalyse ein Prozess, in dem sich der Abschied von Althergebrachtem und der Aufbruch zu Neuem, zunächst noch Unbekanntem auf schöpferische Weise miteinander verbinden.“ Viele waren gekommen, sie mit einem Vortrag zu verabschieden, darunter Jean-Christophe Ammann, Leon Wurmser, Eva S. Poluda-Korte, Christina von Braun, Mechthild Zeul, Ulrich Oevermann, Marina Gambaroff und Hermann Lang. Rohde-Dachser gab deren Vorträge in einem Buch heraus, dessen Titel auf die Fähigkeit der Kreativität anspielt, Unaussprechliches gestalten zu können, und für dessen Titelbild sie als Symbol des Abschieds die Abfahrt der Schiffe von Paul Klee wählte.
Nachdem Rohde-Dachser im Jahr 2009 „für ihre herausragenden wissenschaftlichen Leistungen auf dem Gebiet der Borderlinestörungen“ mit dem Margit Egnér-Preis der Universität Zürich ausgezeichnet worden war, wurde sie 2019 für ihr Lebenswerk mit dem Bundesverdienstkreuz am Bande geehrt.

## Wissenschaftliche Arbeit
Einen Schwerpunkt in der wissenschaftlichen Arbeit von Rohde-Dachser bildete die sogenannte Borderline-Störung. Über sie war Anfang der 1980er Jahre noch wenig bekannt. Ihr Interesse daran war durch ihre Patienten geweckt worden, die sie in ihren oft widersprüchlichen Symptomen zu verstehen suchte. Karl Peter Kisker, ihr damaliger Chef, hatte sie ermutigt, ihre Studien in einer Habilitation zusammenzufassen. Das daraus entstandene Buch Das Borderline-Syndrom wurde 2004 in siebter Auflage veröffentlicht. Damit wurde das Störungsbild „in der deutschen und auch europäischen Szene bekannt gemacht“, wie Kölsch in seinem Interview erwähnte. Im Jahr 2009 erhielt sie für ihre wissenschaftlichen Beiträge zur Erforschung und Therapie von Borderlinestörungen den Margit Egnér-Preis.
Ein weiterer Schwerpunkt ihrer wissenschaftlichen Arbeit war durch das Thema Weiblichkeit geprägt. Ausgangspunkt waren ihre Erfahrungen mit männlichen Kollegen an der Universität, die „das mit der Aggression“ nach Einschätzung von Rohde-Dachser „einfach sehr viel besser können“. So hatte sie unter anderem deutschlandweit über einen längeren Zeitraum Interviews mit Männern und Frauen verschiedenen Alters gesammelt, um herauszufinden, wie sich beide Geschlechter darin unterscheiden, ihren Wünschen Ausdruck zu verleihen und sie durchzusetzen. Ergänzt durch weitere Forschungen brachte sie neben anderen Veröffentlichungen zu diesem Thema schließlich ein weiteres Buch heraus, dem sie in Anspielung an Freud den Titel Expedition in den dunklen Kontinent gab. Darin zeigt sie „die kollektiven unbewussten Phantasien auf, welche den Weiblichkeitsdefinitionen der patriarchalischen Gesellschaft und zugleich auch dem psychoanalytischen Diskurs der Geschlechterdifferenz zugrunde liegen.“ Dieses Buch wurde von beiden Geschlechtern recht verschieden aufgenommen und entlockte ihren männlichen Kollegen zum Teil harsche Kritik.

„Fürwahr – ein gespenstisches Szenario, dessen nähere Verwandtschaft mit einem selbstanalytisch aufgeschlüsselten Innenleben der Autorin (Freud als Vor-Bild!) der Lektüre des Buches wohl mehr Leben eingehaucht hätte, als es die Schablonen an sich tragen, die die Autorin bemüht, um sich und ‚die‘ von männlicher Vorherrschaft zu befreienden Frauen als die potentiell Ganz-Anderen zu imaginieren.“

Auch Susanne Kitlitschko formulierte in ihrer Rezension Kritik, kam am Ende aber zu der Einschätzung, dass Rohde-Dachser „mit den richtigen Fragen“ aufgebrochen sei, „die dank ihres Buches breit diskutiert werden können und sollten.“
Die psychoanalytische Kulturtheorie, die Freud mehr noch als die Behandlung von Patienten beschäftigte, fand auch das Interesse von Rohde-Dachser. An der Universität brachte sie eine mehrjährige Vortragsreihe unter dem Titel Zeitdiagnosen auf den Weg. Sie lud namhafte psychoanalytische Kolleginnen und Kollegen ein und gab deren Vorträge über das je aktuelle Zeitgeschehen in fünf Büchern heraus, die in ihrem Titel auf die gleichnamige Vortragsreihe verweisen. Das letzte erschien 1995 unter dem Titel Liebe und Krieg.
Daneben beschäftigte sich Rohde-Dachser im Rahmen ihrer kulturtheoretischen Studien mit dem Verhältnis von Psychoanalyse und Film:

„Er spiegelt die individuellen und kollektiven unbewussten Phantasien der Moderne wider. Und er produziert ständig neue Mythen, die an die Stelle der verbrauchten religiösen Erzählungen treten und sie mit neuen Inhalten füllen.“

Auf ihrer Website stellt Rohde-Dachser ihre Texte über sieben Filme zur Verfügung, die sie aus psychoanalytischer Sicht besprochen und zum Teil in wissenschaftlichen Publikationen veröffentlicht hat. Sie befasste sich mit Blue Velvet, Alles über meine Mutter, Das Zimmer meines Sohnes, Sprich mit ihr, Frühling, Sommer, Herbst, Winter… und Frühling, Lost in Translation und Dead Man. Mit zunehmendem Alter verschob sich ihr kulturtheoretisches Interesse auf das Verhältnis von Psychoanalyse und Religion.

## Gründung eines Institutes
Im Jahr 1981 wurde Rohde-Dachser zur Lehr- und Kontrollanalytikerin der Deutschen Psychoanalytischen Gesellschaft (DPG) ernannt. Nachdem sie 1987 dem Ruf der Universität Frankfurt gefolgt war, begann sie mit den Vorbereitungen für die Gründung eines DPG-Institutes in der Stadt, das es damals noch nicht gab. Dazu brauchte sie die Zustimmung der Fachgesellschaft. 1994 konnte sie zusammen mit einigen Kollegen das Institut für Psychoanalyse der Deutschen Psychoanalytischen Gesellschaft in Frankfurt gründen, dessen Vorsitzende sie zehn Jahre lang war.

## Gründung einer Hochschule
Manuela Heim nannte die Verhaltenstherapie 2012 das „Lieblingskind“ der akademischen Psychologie. Dadurch sei die Psychoanalyse in einen „Teufelskreis“ geraten. „Wo soll der Nachwuchs an psychoanalytischen Professoren und Forschern da herkommen?“, zitierte sie Rohde-Dachser, die nach „13 Jahren im akademischen Lehrbetrieb“ einen „radikalen Schluss“ gezogen habe: „Die Unternehmererbin gründete mit 6 Millionen Euro Stiftungskapital eine eigene Hochschule für Psychoanalyse.“
Mit dem Erbe des Vaters rief Rohde-Dachser zunächst die Stiftung zur Förderung der universitären Psychoanalyse ins Leben. Hintergrund war eine Entwicklung, auf die Heim angespielt und die dazu geführt hatte, dass psychologische Lehrstühle über viele Jahre hinweg immer seltener mit Psychoanalytikern besetzt wurden. Im Jahr 2014 erhielt die Stiftung den Preis Wissenschaftsstiftung des Jahres.
Mit Hilfe der Stiftung hat Rohde-Dachser die erste psychoanalytische Hochschule in Deutschland finanziert. 2009 hat sie dann zusammen mit Jürgen Körner die International Psychoanalytic University Berlin gegründet.

„Damit sollte der Psychoanalyse innerhalb der deutschen Universitätslandschaft, in der sie durch die naturwissenschaftliche Orientierung der akademischen Psychologie in den letzten Jahrzehnten immer mehr zurückgedrängt wurde, wieder ein akademischer Standort geschaffen werden, in dem Lehre und Forschung nicht nur auf psychologischer, sondern auch auf psychoanalytischer Grundlage wieder wachsen und gedeihen konnten.“

Seit 2014 ist die Hochschule akkreditiert und staatlich anerkannt. Rohde-Dachser war von 2009 bis 2022 Vorsitzende und ist seither Ehrenvorsitzende des Stiftungsrates. Die IPU hat sich über die Jahre entwickelt. Im Wintersemester 2015/16 gab es 583 Studierende und 112 wissenschaftliche Mitarbeiter, darunter 59 in fester Anstellung. Um auch weniger begüterten Interessenten die Möglichkeit eines Studiums zu eröffnen, wurde ein Finanzierungsmodell entwickelt, das unter dem Begriff umgekehrter Generationenvertrag angeboten wird. Den Teilnehmern an diesem Programm wird das Studium finanziert und „im Gegenzug“ zahlen sie einen „prozentualen Anteil“ für die „Finanzierung weiterer Studienplätze“ zurück, sobald sie „über ein Mindesteinkommen verfügen“.

## Mitgliedschaften
Neben ihrer wissenschaftlichen Arbeit in Forschung und Lehre an der Universität engagierte sich Rohde-Dachser auch in anderen Zusammenhängen. Sie war Mitglied in zahlreichen Fachgesellschaften, unter anderem in der DPG und seit 2001 in der Internationalen Psychoanalytischen Vereinigung. Von 1988 bis 1998 war sie Mitglied im Wissenschaftlichen Beirat der Lindauer Psychotherapiewochen.
Im Jahr 1992 wurde sie Mitherausgeberin der 1947 von Alexander Mitscherlich gegründeten Zeitschrift Psyche. Diese Aufgabe nahm sie bis 2012 wahr. Daneben gehörte sie dem Wissenschaftlichen Beirat der Zeitschrift Forum der Psychoanalyse an. Zusammen mit Otto F. Kernberg, Anne-Marie Sandler, André Haynal, Ulrich Moser und Henri Parens war sie Mitglied im Beirat der Buchreihe Psychoanalyse im 21. Jahrhundert.

## Schriften
- Zerstörter Spiegel. Psychoanalytische Zeitdiagnosen. Vandenhoeck und Ruprecht, Göttingen 1992, ISBN 3-525-01414-7.
- Beschädigungen. Psychoanalytische Zeitdiagnosen. Vandenhoeck und Ruprecht, Göttingen 1992, ISBN 3-525-01420-1.
- Im Schatten des Kirschbaums. Psychoanalytische Dialoge. Huber, Bern/Göttingen/Toronto/Seattle 1994, ISBN 3-456-82515-3.
- Über Liebe und Krieg. Psychoanalytische Zeitdiagnosen. Vandenhoeck und Ruprecht, Göttingen 1995, ISBN 3-525-01427-9.

- Expedition in den dunklen Kontinent. Weiblichkeit im Diskurs der Psychoanalyse. Psychosozial, Gießen 2003, ISBN 3-89806-092-6.
- Unaussprechliches gestalten. Über Psychoanalyse und Kreativität. Vandenhoeck und Ruprecht, Göttingen 2003, ISBN 3-525-46181-X.
- Das Borderline-Syndrom. 7. Auflage. Hans Huber, Bern/Göttingen/Toronto/Seattle 2004, ISBN 3-456-84087-X.
- Spuren des Verlorenen. Beiträge zur klinischen Psychoanalyse und zur Geschlechterdifferenz (= Bibliothek der Psychoanalyse). Psychosozial-Verlag, Gießen 2020, ISBN 978-3-8379-2971-3, doi:10.30820/9783837929713.
- mit Margarete Mitscherlich: Psychoanalytische Diskurse über die Weiblichkeit von Freud bis heute. Verlag Internationale Psychoanalyse, Stuttgart 1996, ISBN 3-608-91784-5.
- mit Franz Wellendorf (Hrsg.): Inszenierungen des Unmöglichen. Theorie und Therapie schwerer Persönlichkeitsstörungen. Psychosozial, Gießen 2015, ISBN 978-3-8379-2497-8.

## Auszeichnungen
- 2009: Margit Egnér-Preis für ihre wissenschaftlichen Beiträge zur Erforschung und Therapie von Borderlinestörungen
- 2019: Bundesverdienstkreuz am Bande[35]

### Interview
Christa Rohde-Dachser im Interview mit Jochen Kölsch. Im Rahmen des alpha-Forums von ARD-alpha, BR, Erstausstrahlung am 9. März 2016. Video (nur in Deutschland abrufbar, Dauer 44:16 Minuten), Transkript im Archiv des BR, PDF; 121,15 kB. Die folgenden Seitenzahlen beziehen sich auf das Transkript.
1. ↑  
Kölsch-Interview 2016, S. 1
2. ↑  
Kölsch-Interview 2016, S. 3
3. ↑  
Kölsch-Interview 2016, S. 5
4. 1 2  
Kölsch-Interview 2016, S. 4
5. ↑  
Kölsch-Interview 2016, S. 6
6. ↑  
Kölsch-Interview 2016, S. 6: „Weil doch Freud das, was mit Frauen geschieht, womit Frauen sich beschäftigen und was Frauen wollen, für sich in seinen Veröffentlichungen als einen ‚dunklen Kontinent‘ bezeichnet hat. Deswegen habe ich diese Überschrift gewählt.“

### Weitere
1. 1 2  
Bernd Mertens: Der Preisträger 2008: Bernhard Simon. Zwei Clans und ein Anführer. (PDF; 319 kB) In: Der Familienunternehmer des Jahres. Impulse, Intes, S. 26, abgerufen am 24. Februar 2017.
2. ↑  Video-Interview – Bernhard Simon (Dachser GmbH). In: Impulse. 16. Januar 2012, archiviert vom Original (nicht mehr online verfügbar) am 4. März 2016; abgerufen am 24. Februar 2017 (Neffe von Rohde-Dachser, Dauer: 2:09 Minuten).
3. ↑  
Bernd Mertens: Der Preisträger 2008: Bernhard Simon. Zwei Clans und ein Anführer. (PDF; 319 kB) In: Der Familienunternehmer des Jahres. Impulse, Intes, S. 29, abgerufen am 24. Februar 2017.
4. 1 2 3  
Brigitte Nölleke: Christa Rohde-Dachser. In: Psychoanalytikerinnen. Biografisches Lexikon. Abgerufen am 23. Februar 2017.
5. ↑  
Anja Kühne: Unis bleiben männlich. Anteil der Professorinnen steigt nur langsam. In: Der Tagesspiegel. 22. Dezember 2014, abgerufen am 25. Februar 2017: „An den Hochschulen in Deutschland haben Männer 80 Prozent der Professuren inne. Der Anteil der Frauen an den Professuren steigt nur langsam – im Schnitt um 0,76 Prozent pro Jahr.“
6. ↑  
Unaussprechliches gestalten – über Psychoanalyse und Kreativität. Informationsdienst Wissenschaft, 11. März 2002, abgerufen am 23. Februar 2017.
7. ↑  
Christa Rohde-Dachser (Hrsg.): Unaussprechliches gestalten. Über Psychoanalyse und Kreativität. Vandenhoeck und Ruprecht, Göttingen 2003, ISBN 978-3-525-46181-5.
8. ↑  
Anke Meis: Christa Rohde-Dachser mit Bundesverdienstkreuz am Bande geehrt. In: Deutsches Stiftungszentrum. 1. August 2019, abgerufen am 25. Oktober 2020.
9. ↑  
Christa Rohde-Dachser: Das Borderline-Syndrom. 7. Auflage. Huber, Bern/Göttingen/Toronto/Seattle 2004, ISBN 978-3-456-84087-1.
10. ↑  
Bernd Nitzschke: Die Frau als Kopfgeburt des Mannes. Zwei Studien über psychoanalytische und pornographische Weiblichkeitsbilder. In: Zeit online. 10. April 1992, abgerufen am 22. Februar 2017.
11. ↑  
Susanne Kitlitschko: Rohde-Dachser, Christa: Expedition in den dunklen Kontinent. Weiblichkeit im Diskurs der Psychoanalyse. Berlin u. a.: Springer, 1991. (PDF) In: Journal für Psychologie. 1994, S. 87–88, abgerufen am 23. Februar 2017.
12. ↑  
Ernst Falzeder, Eva Brabant (Hrsg.): Sigmund Freud – Sándor Ferenczi. Briefwechsel. 1917-1919. Band III, Nr. 2. Böhlau, Wien/Köln/Weimar 2005, ISBN 978-3-205-99099-4, Brief 1161 F, Wien, 27.4.1929: „Die letzte Maske des Widerstands gegen die Analyse, die ärztlich-professionelle, ist die für die Zukunft gefährlichste.“
 Siehe auch: Das Unbehagen in der Kultur
13. ↑  
Christa Rohde-Dachser: Filmbesprechungen. Abgerufen am 23. Februar 2017 (Mit Links zu sieben Filmbesprechungen).
14. ↑  
Christa Rohde-Dachser: Blue Velvet. (PDF; 468,51 kB) In: Psychoanalyse und Film. Abgerufen am 25. Februar 2017.
15. ↑  
Christa Rohde-Dachser: Alles über meine Mutter. (PDF; 2.518 kB) In: Psychoanalyse und Film. Abgerufen am 25. Februar 2017.
16. ↑  
Christa Rohde-Dachser: Das Zimmer meines Sohnes. (PDF; 292,19 kB) In: Psychoanalyse und Film. Abgerufen am 25. Februar 2017.
17. ↑  
Christa Rohde-Dachser: Sprich mit ihr. (PDF; 1.741 kB) In: Psychoanalyse und Film. Abgerufen am 25. Februar 2017.
18. ↑  
Christa Rohde-Dachser: Frühling, Sommer, Herbst, Winter... und Frühling. (PDF; 178,07 kB) In: Psychoanalyse und Film. Abgerufen am 25. Februar 2017.
19. ↑  
Christa Rohde-Dachser: Lost in Translation. (PDF; 1.031 kB) In: Psychoanalyse und Film. Abgerufen am 25. Februar 2017.
20. ↑  
Wolfgang Gephart, Christa Rohde-Dachser: Heimkehr im Strahlenkranz. Eine psychoanalytische Interpretation des Films Dead Man. (PDF; 410,39 kB) In: Psychoanalyse und Film. Abgerufen am 25. Februar 2017.
21. ↑  
Todestrieb, Gottesvorstellungen und der Wunsch nach Unsterblichkeit in der Bi-Logik Matte Blancos. Eine psychoanalytische Studie. In: Psyche. Band 63, Nr. 9/10, 2009, S. 973–998 (rohde-dachser.de [PDF; 249 kB; abgerufen am 23. Februar 2017]).
22. ↑  
Institut für Psychoanalyse Frankfurt. Abgerufen am 23. April 2019.
23. ↑  
Manuela Heim: Freud hat noch eine Couch in Berlin. In: taz. 12. Februar 2012, abgerufen am 23. Februar 2017.
24. ↑  Martin Teising: IPU News. Hohe Auszeichnung für Frau Prof. Rohde-Dachser. Archiviert vom Original (nicht mehr online verfügbar) am 25. August 2018; abgerufen am 25. Februar 2017: „Ziel der Stiftung ist es, die in der universitären Psychologie in den zurückliegenden Jahren zugunsten verhaltenswissenschaftlicher Ansätze vernachlässigte Psychoanalyse mit ihrer Konzentration auf unbewusste Vorgänge wieder zur Geltung zu bringen.“
25. ↑  
Edith Kresta: Dumme Vorurteile über Freud. In: taz. 12. Januar 2016, abgerufen am 23. Februar 2017: „Das Paradox fängt an den Universitäten an: Es wird fast nur Verhaltenstherapie gelehrt, obwohl beide Verfahrensweisen, die Verhaltenstherapie und die Psychoanalyse, in Deutschland von den Krankenkassen anerkannt sind.“
26. ↑  
Martin Teising: IPU News. Hohe Auszeichnung für Frau Prof. Rohde-Dachser. Archiviert vom Original (nicht mehr online verfügbar) am 25. August 2018; abgerufen am 23. Februar 2017: „Der mit 10.000 Euro dotierte Preis wird im Rahmen der sechsten Gala der Deutschen Wissenschaft am 24. März 2014 in Frankfurt vergeben. Die ‚Stiftung zur Förderung der universitären Psychoanalyse‘ ist erster Träger des Preises ‚Wissenschaftstiftung des Jahres‘, den die Deutsche Universitätsstiftung (DUS) und die Dr. Jürgen Rembold Stiftung zur Förderung des bürgerschaftlichen Engagements ausgelobt haben.“
27. ↑  
Die Seele studieren. In: Der Spiegel. 13. Juli 2009, abgerufen am 25. Februar 2017.
28. ↑  
Christa Rohde-Dachser: International Psychoanalytic University Berlin (IPU) – die erste Hochschule für Psychoanalyse in Deutschland. Abgerufen am 23. Februar 2017.
29. ↑  
Akkreditierungsausschuss des Wissenschaftsrates: Stellungnahme zur Akkreditierung der International Psychoanalytic University (IPU), Berlin. (PDF; 342,42 kB) 24. Oktober 2014, abgerufen am 25. Februar 2017: „Dass es der IPU nur vier Jahre nach ihrer Gründung gelungen ist, in die ERASMUS-Förderung der Europäischen Union und in das PROMOS-Programm des DAAD aufgenommen zu werden, bedeutet einen beachtlichen Erfolg für die noch im Aufbau befindliche Hochschule. (S. 53)“
30. ↑  Trägerschaft. Abgerufen am 4. April 2024.
31. ↑  
Studierende an Hochschulen in Berlin Wintersemester 2015/2016. Teil 2: Ausführliche Ergebnisse. (PDF; 518,43 kB) Amt für Statistik Berlin-Brandenburg, 2016, S. 14, abgerufen am 25. Februar 2017.
32. ↑  Wissenschaftliches Personal. In: Website IPU. Archiviert vom Original (nicht mehr online verfügbar) am 14. Januar 2017; abgerufen am 25. Februar 2017.
33. ↑  Der Umgekehrte Generationenvertrag (UGV). In: Website IPU. Archiviert vom Original (nicht mehr online verfügbar) am 27. Februar 2017; abgerufen am 25. Februar 2017.
34. ↑  
Zur Person. In: Website von Christa Rohde-Dachser. Abgerufen am 23. Februar 2017.
35. ↑  Professorin Christa Rohde-Dachser erhält das Bundesverdienstkreuz. In: Hannoversche Allgemeine. 20. Mai 2019

| Personendaten    | Personendaten               |
| ---------------- | --------------------------- |
| NAME             | Rohde-Dachser, Christa      |
| ALTERNATIVNAMEN  | Dachser, Christa            |
| KURZBESCHREIBUNG | deutsche Psychoanalytikerin |
| GEBURTSDATUM     | 25. März 1937               |
| GEBURTSORT       | Kempten (Allgäu)            |